# Gentse Feesten
 (janvier 2009).
Si vous disposez d'ouvrages ou d'articles de référence ou si vous connaissez des sites web de qualité traitant du thème abordé ici, merci de compléter l'article en donnant les références utiles à sa vérifiabilité et en les liant à la section « Notes et références ».

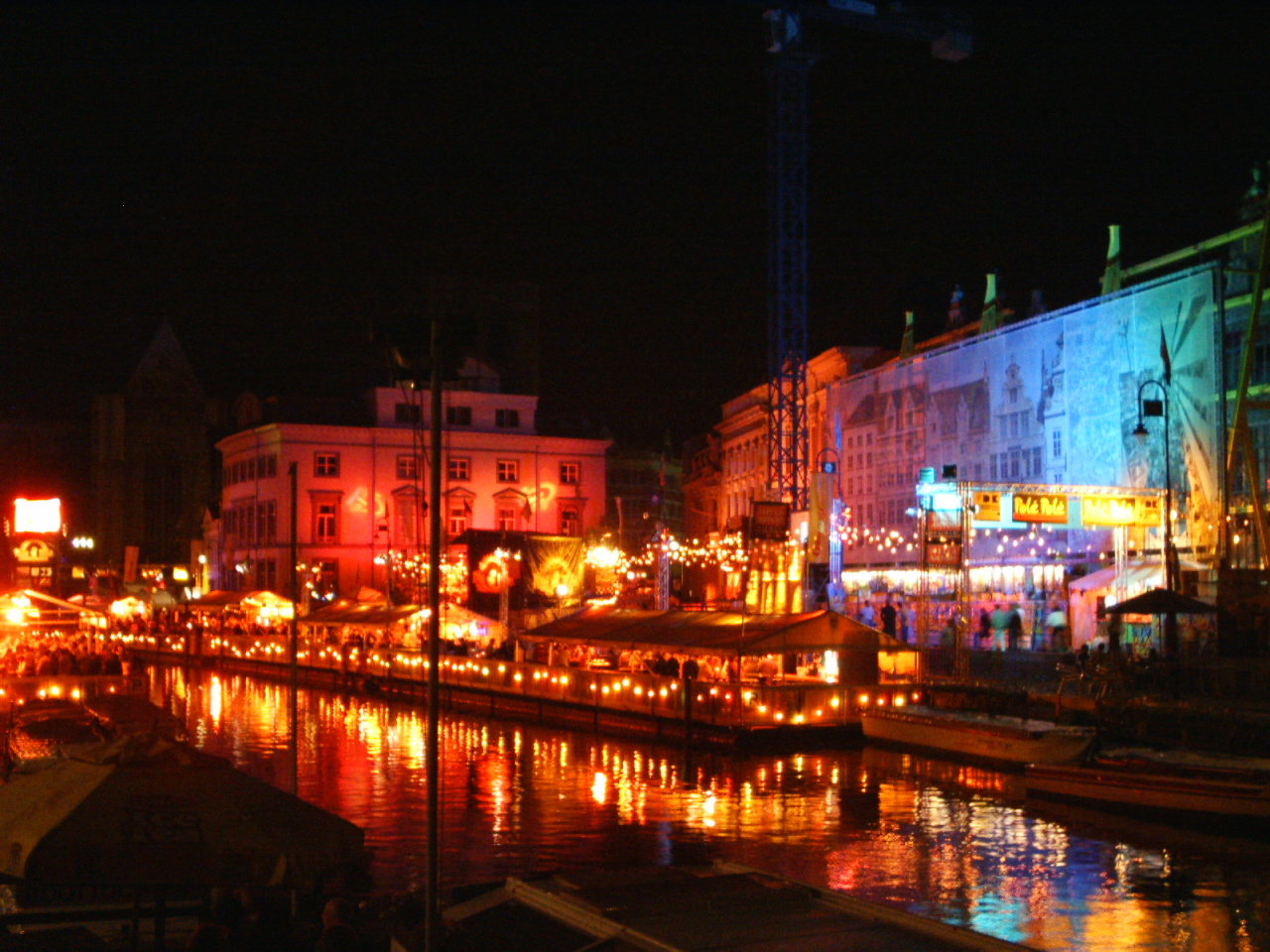
Le festival de musique du monde Polé Polé en 2004, sur le Korenlei (rive opposée du Graslei).

Les Gentse Feesten (généralement traduit par « Fêtes gantoises » ou « Fêtes de Gand ») sont un événement annuel de grande ampleur consistant en une fête populaire urbaine, qui s’étend à la vieille ville de Gand tout entière. La vieille ville est rendue pour l’occasion totalement piétonne, et ce pour une durée de dix jours (et de dix nuits) en juillet.

## Historique
L’événement existe depuis les années 1840, cependant il a été revitalisé, et surtout amplifié, à la fin de la décennie 1960, dans un esprit anarchisant, privilégiant les arts de la rue et la gouaille populaire gantoise, par l’artiste plasticien Walter De Buck et ses complices du bistrot Het Trefpunt.
L’édition 2007 des Gentse Feesten, qui était la 38e à être organisée sous l’égide de l’ASBL Trefpunt (litt. point de rencontre), a attiré près de deux millions de visiteurs.

## Déroulement
Le coup d’envoi est donné le samedi précédant le troisième dimanche de juillet par le belleman, résurgence de l’annonceur municipal, dont la proclamation, faite en parler gantois, est le signal de départ d’un cortège festif mobilisant, à pied ou monté sur des chars décorés, tous les artistes officiellement enregistrés.
Les Gentse Feesten sont clôturées à 23h le deuxième lundi, jour des porte-monnaie vides, par la procession des bougies (kaarskensprocessie), reconstitution annuelle de la marche punitive et humiliante, conduisant du château des comtes au marché du vendredi, dite des stroppendragers (litt. « porteurs de nœud coulant »), qu’infligea Charles Quint en 1539 aux notables gantois révoltés, stroppendragers devenant depuis lors le sobriquet des Gantois.
Entre ces deux dates d’ouverture et de clôture, une foule d’artistes de rue, venus du monde entier, et dûment munis d’un permis établi par la municipalité, présentent des saynètes, exécutent des numéros de cirque ou jouent de la musique, et vivent principalement des pourboires que leur donne le public.
Parallèlement, et de façon plus officielle, se produisent sur des podiums couverts une série de musiciens et d’artistes connus, au spectacle desquels le public peut assister gratuitement, ces artistes ayant été invités et payés par la municipalité.

## Festivals connexes
Par ailleurs ont été greffés sur les Gentse Feesten toute une série de festivals : Festival international du théâtre de rue, Festival international de marionnettes (dans le Patershol), le Gent Jazz Festival, un festival de musique techno, un festival de musique et d’art vidéo, ou encore un festival de musique du monde dénommé Polé Polé. Enfin, des conférences-débats sur des thèmes de l’actualité politique sont organisés par l’ASBL Trefpunt en collaboration avec e.a. la section flamande d’Attac.

## Évolution
Certains des initiateurs eux-mêmes des Gentse Feesten modernes, critiquent la dérive commerciale de l’événement, et voient notamment dans la place croissante prise par des spectacles payants en salle, au détriment des animations de rue, une perversion de la philosophie originelle des Fêtes de Gand.